# Pseudozarba pauper
Pseudozarba pauper är en fjärilsart som beskrevs av W. Warren 1913. Pseudozarba pauper ingår i släktet Pseudozarba och familjen nattflyn. Inga underarter finns listade.